# Lady Justice
A Lady Justice 3,7 méter magas, 140 kilogrammos szobor az Amerikai Egyesült Államok Oregon államának Salem városában. A Iustitiát ábrázoló alkotás korábban a Marion megyei Bíróság tetején volt, majd az épület lebontásakor a Willamette Egyetemhez tartozó Truman Wesley Collins Jogi Központba került át.

## Fordítás
- Ez a szócikk részben vagy egészben  a   Lady Justice (Salem, Oregon) című angol Wikipédia-szócikk ezen változatának fordításán alapul.  Az eredeti cikk szerkesztőit annak laptörténete sorolja fel. Ez a jelzés csupán a megfogalmazás eredetét és a szerzői jogokat jelzi, nem szolgál a cikkben szereplő információk forrásmegjelöléseként.